# Hudson Big Six
La Big Six è un'autovettura prodotta dalla Hudson nel 1935. Fu il primo modello Hudson con motore a sei cilindri dopo la  Greater Hudson del 1930. Nell'unico anno in cui fu in commercio, la Big Six ricoprì il ruolo di modello base della gamma Hudson.

## Storia
Il telaio era disponibile in una sola versione, che aveva un passo 2.946 mm. Il motore installato era un sei cilindri in linea a valvole laterali da 3.474 cm³ di cilindrata avente un alesaggio di 76,2 mm e una corsa di 127 mm, che erogava 93 CV di potenza. La frizione era monodisco a umido, mentre il cambio era a tre rapporti. La trazione era posteriore. I freni erano meccanici sulle quattro ruote. Il cambio automatico era offerto come optional.
Le carrozzerie disponibili erano berlina quattro porte, coupé due porte e cabriolet due porte. La Challenger uscì di produzione nel 1936 venendo sostituita dalla Custom Six. 